# Линейность по параметрам
Лине́йность по пара́метрам — свойство экономических моделей, позволяющее рассматривать их с эконометрической точки зрения (с точки зрения оценки параметров) как линейные модели.

## Определение
Модель {\displaystyle g_{0}(y)=f(x,b)+\varepsilon } называется линейной по параметрам {\displaystyle b}, если функция регрессии {\displaystyle f(x,b)} обладает свойством:
{\displaystyle \forall j~~{\frac {\partial f}{\partial b_{j}}}=g_{j}(x)}
где {\displaystyle g_{0},g_{j}} — некоторые (вообще говоря — нелинейные) функции, не содержащие неизвестных параметров
Поскольку вторые и более высокого порядка производные по параметрам равны в этом случае нулю, то разложение функции регрессии в ряд Тейлора по параметрам приводит к следующему линейному представлению:
{\displaystyle f(x,b)=\sum _{j=1}^{k}b_{j}g_{j}(x)+\varepsilon }
Если обозначить {\displaystyle z_{0}=g_{0}(y)~,~z_{j}=g_{j}(x)}, то получаем обычную линейную регрессию относительно новых переменных.
{\displaystyle z_{0}=\sum _{j=1}^{k}b_{j}z_{j}+\varepsilon }

## Линеаризация
Многие нелинейные модели можно представить в форме, линейной по параметрам. Соответствующий процесс преобразования модели называется линеаризацией. Для линеаризации может использоваться логарифмирование и иные приёмы. Пусть имеется следующая нелинейная модель (производственная функция Кобба — Дугласа):
{\displaystyle y=AK^{\alpha }L^{\beta }\nu }
где {\displaystyle \nu } — мультипликативная случайная компонента.
Логарифмируя это выражение, получим линейную по параметрам модель:
{\displaystyle \ln y=\ln A+\alpha \ln K+\beta \ln L+\ln \nu =a+\alpha \ln K+\beta \ln L+\varepsilon }
Важно отметить, что линеаризуемость модели связана также со способом присоединения случайной компоненты в исходной модели. Например, модель {\displaystyle y=AK^{\alpha }L^{\beta }+\varepsilon } линеаризовать нельзя. Часто случайную ошибку присоединяют специально именно таким образом, чтобы модель можно было линеаризовать.

## Примеры

### Полиномиальная модель
{\displaystyle y=\sum _{j=0}^{k}b_{j}x^{j}+\varepsilon }
Полиномиальные модели используются для предварительной аппроксимации данных исходя из известной теоремы о приближении любых функций полиномами.

### Логарифмическая регрессия
{\displaystyle \ln y=\sum _{j=1}^{k}b_{j}\ln x_{j}+\varepsilon }
Это модель с постоянной эластичностью зависимой переменной по факторам.

### Обратная линейная модель
{\displaystyle {\frac {1}{y}}=\sum _{j=0}^{k}b_{j}{\frac {1}{x_{j}}}+\varepsilon }